# 26498 Дінотіна
26498 Дінотіна (26498 Dinotina) — астероїд головного поясу, відкритий 4 лютого 2000 року.
Тіссеранів параметр щодо Юпітера — 3,170.